# Hohenstein (Blaustein)
Hohenstein ist ein Weiler der Stadt Blaustein im Alb-Donau-Kreis in Baden-Württemberg. Im Zuge der baden-württembergischen Gemeindereform kam am 1. Oktober 1974 Hohenstein als Ortsteil von Bermaringen zu Blaustein.
Der Ort liegt circa zwei Kilometer südöstlich von Bermaringen und ist über die Kreisstraße 7383 zu erreichen.

## Geschichte
Die Burg Hohenstein (Hauenstein) nebst einem Hof war Reichslehen und im 16. Jahrhundert im Besitz der Herren von Wernau, der Ulmer Familien Stammler, Gräter und Schleicher, 1571 der Stadt Ulm selbst, die sie 1693 an die Familie Kraft verkaufte.